# Rudi Vervoort

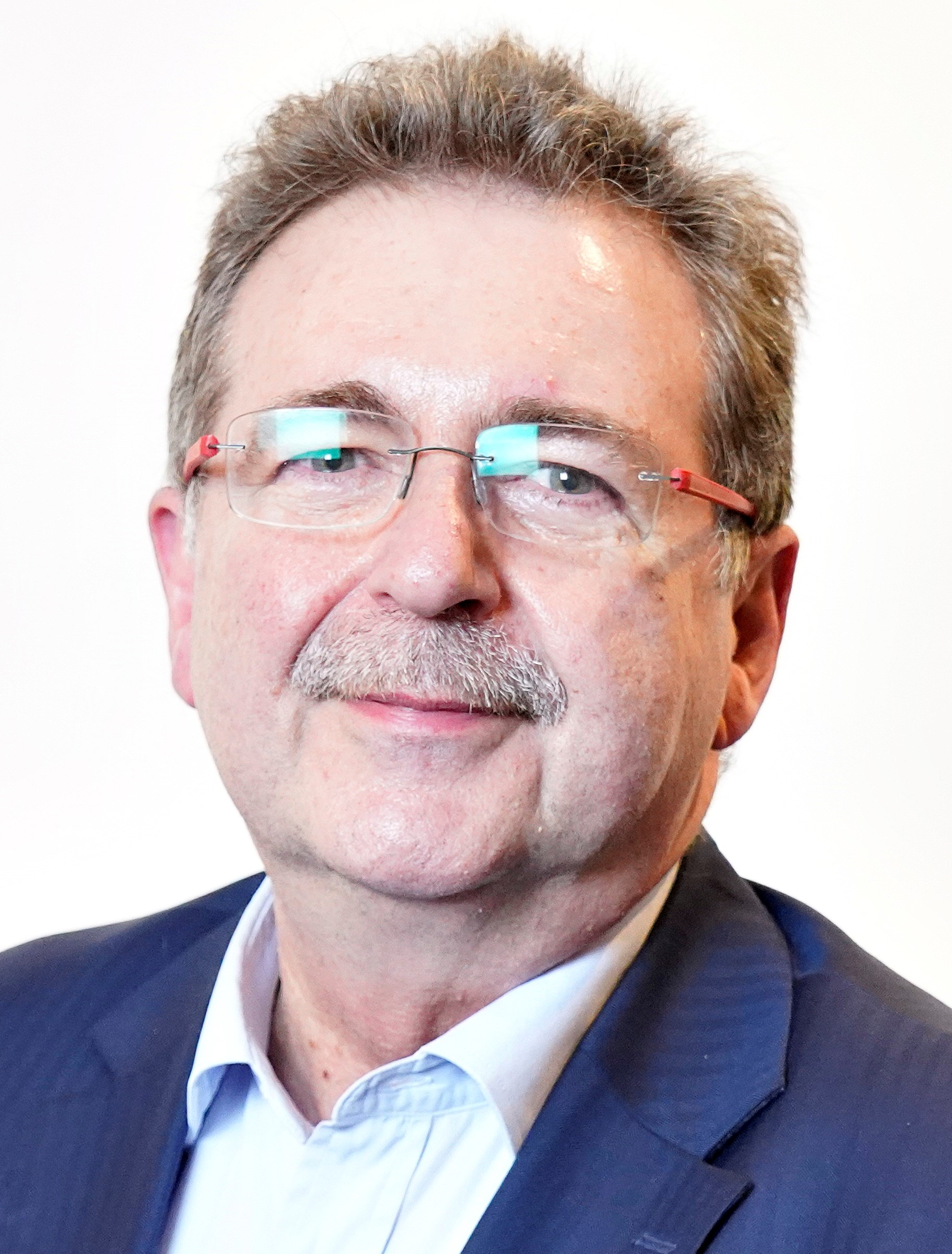
Rudi Vervoort, 2020

Rudi Vervoort (* 20. November 1958 in Sint-Agatha-Berchem) ist ein belgischer Politiker (PS) aus Brüssel. Seit Mai 2013 ist er Ministerpräsident der Region Brüssel-Hauptstadt.

## Herkunft und Ausbildung
Rudi Vervoort wuchs in Evere, einer Gemeinde in der Region Brüssel-Hauptstadt, auf. Als Sohn einer französischsprachigen Mutter und eines niederländischsprachigen Vaters (Unteroffizier der Luftwaffe) spricht er Französisch und Niederländisch.
Vervoort absolvierte sein Jurastudium mit dem Abschluss eines Lizentiats der Rechte (ULB). Er wohnt in Evere.

## Politische Laufbahn
Seit Februar 1998 ist Vervoort Bürgermeister von Evere. Parteipolitisch ist er Mitglied der französischsprachigen Sozialistischen Partei (PS) und war von 2012 bis 2013 deren Vizepräsident. Weiterhin ist er seit dem 29. Juni 1999 Mitglied des Parlamentes der Region Brüssel-Hauptstadt sowie Fraktionschef („Präsident“) der PS-Gruppe. Seit dem 6. Juli 2004 ist er auch Mitglied des Parlaments der Französischen Gemeinschaft Belgienst.
Am 7. Mai 2013 übernahm Vervoort das Amt des Ministerpräsidenten der Brüsseler Hauptstadtregion als Nachfolger von Charles Picqué.